# Габриловац
Габриловац је насељено место у општини Ђурђеновац, Осјечко-барањска жупанија, Хрватска.

## Историја
До територијалне реорганизације у Хрватској био је у саставу старе општине Нашице.

## Становништво
На попису становништва из 2011. године, Габриловац је имао 63 становника.
| Број становника према пописима | Број становника према пописима | Број становника према пописима | Број становника према пописима | Број становника према пописима | Број становника према пописима | Број становника према пописима | Број становника према пописима | Број становника према пописима | Број становника према пописима | Број становника према пописима | Број становника према пописима | Број становника према пописима | Број становника према пописима | Број становника према пописима | Број становника према пописима |
| ------------------------------ | ------------------------------ | ------------------------------ | ------------------------------ | ------------------------------ | ------------------------------ | ------------------------------ | ------------------------------ | ------------------------------ | ------------------------------ | ------------------------------ | ------------------------------ | ------------------------------ | ------------------------------ | ------------------------------ | ------------------------------ |
| 1857.                          | 1869.                          | 1880.                          | 1890.                          | 1900.                          | 1910.                          | 1921.                          | 1931.                          | 1948.                          | 1953.                          | 1961.                          | 1971.                          | 1981.                          | 1991.                          | 2001.                          | 2011.                          |
| 0                              | 0                              | 0                              | 0                              | 0                              | 0                              | 0                              | 0                              | 128                            | 142                            | 177                            | 145                            | 128                            | 109                            | 95                             | 63                             |

Напомена: Исказује се као насеље од 1948.

### Попис 1991.
На попису становништва 1991. године, насељено мјесто Габриловац имало је 109 становника, следећег националног састава:
| Попис 1991.‍  | Попис 1991.‍  | Попис 1991.‍ | Попис 1991.‍ | Попис 1991.‍ |
| ------------ | ------------ | ----------- | ----------- | ----------- |
|              |              |             |             |             |
| Хрвати       | Хрвати       |             | 71          | 65,13%      |
| Срби         | Срби         |             | 27          | 24,77%      |
| Југословени  | Југословени  |             | 1           | 0,91%       |
| Пољаци       | Пољаци       |             | 1           | 0,91%       |
| неопредељени | неопредељени |             | 5           | 4,58%       |
| непознато    | непознато    |             | 4           | 3,66%       |
| ukupno: 109  |              |             |             |             |